# Андреа Єйгер
Андреа Єйгер (англ. Andrea Jaeger, /ˈjeɪɡər/) — американська  тенісистка початку 1980-х років, фіналістка турнірів Великого шолома, чемпіонка Ролан-Гарросу в міксті, юна зірка, тенісна кар'єра якої припинилася в 19 років через травму, після тенісу — філантропістка, християнська черниця.
Єйгер мала дуже яскраву юніорську кар'єру, а у 1980-му (у віці 15 років 19 днів) вона вже була серед сіяних тенісисток на Вімблдоні. Це досягнення перевершила 1990 року  Дженніфер Капріаті.  на тому турнірі вона завдала поразки колишній чемпіонці Вірджинії Вейд і стала наймолодшою чвертьфіналісткою в історії. Того ж року вона стала наймолодшою півфіналісткою Відкритого чемпіонату США в історії.
На Відкритому чемпіонаті Франції 1982 року Єйгер перемогла Кріс Еверт у півфіналі, але програла Мартіні Навратіловій фінальну гру. Далі того ж року вона добиралася до півфіналу Відкритого чемпіонату США та Австралії, але програвала Кріс Еверт. На Вімблдоні 1983 року Єйгер перемогла 6-1, 6-1 шестиразову чемпіонку Біллі Джин Кінг, яка після цієї нищівної поразки припинила грати в одиночному розряді. У фіналі Єйгер знову поступилася Навратіловій.
Єйгер підіймалася у рейтингу до другого місця і в інтерв'ю 2003 року стверджувала, що не хотіла бути першою, тому іноді навмисне зливала матчі.
Кар'єру теністистки 1985 року обірвала серйозна травма плеча. Ще за часів успіхів на корті Андреа стала відвідувати хворих у лікарнях, і побачила в травмі нагоду до духовного пробудження. Вона поступила в коледж і отримала диплом із теології. Після цього вона стала займатися різноманітною філантропічною діяльністю, а 2006 року постриглася в черниці. Опра Вінфрі описала її як суперзірку, що стала супергероїнею.

## Статистика

### Фінали турнірів Великого шолома

#### Одиночний розряд: 2 фінали
| Результат | Рік  | Турнір      | Поверхня | Супротивниця        | Рахунок       |
| --------- | ---- | ----------- | -------- | ------------------- | ------------- |
| Поразка   | 1982 | French Open | Ґрунт    | Мартіна Навратілова | 6–7(6–8), 1–6 |
| Поразка   | 1983 | Wimbledon   | Трава    | Мартіна Навратілова | 0–6, 3–6      |

#### Мікст: 1 титул
| Результат | Рік  | Турнір      | Поверхня | Партнер      | Супротивники             | Рахунок  |
| --------- | ---- | ----------- | -------- | ------------ | ------------------------ | -------- |
| Перемога  | 1981 | French Open | Ґрунт    | Джиммі Аріас | Бетті Стеве Фред Макнейр | 7–6, 6–4 |

### Фінали підсумкових турнірів року

#### Одиночний розряд: 1 фінал
| Результат | Рік  | Місце    | Поверхня     | Супротивниця        | Рахунок       |
| --------- | ---- | -------- | ------------ | ------------------- | ------------- |
| Поразка   | 1981 | Нью-Йорк | Килим (зала) | Мартіна Навратілова | 3–6, 6–7(3–7) |

### Фінали турнірів WTA

#### Одиночний розряд: 36 (10 титулів)
| Результат | №   | Дата              | Турнір            | Поверхня  | Супротивниці        | Рахунок            |
| --------- | --- | ----------------- | ----------------- | --------- | ------------------- | ------------------ |
| Перемога  | 1.  | 14 січня 1980     | Лас-Вегас         | Хард (i)  | Барбара Поттер      | 7–6, 4–6, 6–1      |
| Поразка   | 1.  | 31 березня 1980   | Едмонд            | Ґрунт     | Регіна Маршикова    | 2–6, 2–6           |
| Перемога  | 2.  | 2 червня 1980     | Бекенгем          | Трава     | Джо Дьюрі           | 6–0, 6–1           |
| Поразка   | 2.  | 4 серпня 1980     | Індіанаполіс      | Ґрунт     | Кріс Еверт-Ллойд    | 4–6, 3–6           |
| Поразка   | 3.  | 18 серпня 1980    | Мава              | Хард      | Гана Мандлікова     | 7–6(7–0), 2–6, 2–6 |
| Перемога  | 3.  | 15 вересня 1980   | Лас-Вегас         | Хард (i)  | Гана Мандлікова     | 7–5, 4–6, 6–3      |
| Поразка   | 4.  | 13 жовтня 1980    | Дірфілд-Біч       | Хард      | Кріс Еверт-Ллойд    | 4–6, 1–6           |
| Перемога  | 4.  | 10 листопада 1980 | Тампа             | Хард      | Трейсі Остін        | w/o                |
| Поразка   | 5.  | 7 січня 1981      | Лендовер          | Килим (i) | Трейсі Остін        | 2–6, 2–6           |
| Перемога  | 5.  | 12 січня 1981     | Канзас-Сіті       | Килим (i) | Мартіна Навратілова | 3–6, 6–3, 7–5      |
| Перемога  | 6.  | 9 лютого 1981     | Окленд            | Килим (i) | Вірджинія Вейд      | 6–3, 6–1           |
| Поразка   | 6.  | 2 березня 1981    | Лос-Аджелес       | Килим (i) | Мартіна Навратілова | 4–6, 0–6           |
| Поразка   | 7.  | 22 березня 1981   | Чемпіонат Ейвон   | Килим (i) | Мартіна Навратілова | 3–6, 6–7(3–7)      |
| Поразка   | 8.  | 27 квітня 1981    | Орландо           | Ґрунт     | Мартіна Навратілова | 5–7, 3–6           |
| Поразка   | 9.  | 15 червня 1981    | Істборн           | Трава     | Трейсі Остін        | 3–6, 4–6           |
| Перемога  | 7.  | 3 серпня 1981     | Індіанаполіс      | Ґрунт     | Віргінія Рузічі     | 6–1, 6–0           |
| Поразка   | 10. | 12 жовтня 1981    | Дірфілд-Біч       | Хард      | Кріс Еверт-Ллойд    | 6–4, 3–6, 0–6      |
| Поразка   | 11. | 16 листопада 1981 | Перт              | Трава     | Пем Шрайвер         | 1–6, 6–7           |
| Поразка   | 12. | 18 січня 1982     | Сієтл             | Килим (i) | Мартіна Навратілова | 2–6, 0–6           |
| Перемога  | 8.  | 1 лютого 1982     | Детройт           | Килим (i) | Міма Яушовець       | 2–6, 6–4, 6–2      |
| Перемога  | 9.  | 22 лютого 1982    | Окленд            | Килим (i) | Кріс Еверт-Ллойд    | 7–6(7–5), 6–4      |
| Поразка   | 13. | 3 квітня 1982     | Пам-Біч-Гарденс   | Ґрунт     | Кріс Еверт-Ллойд    | 1–6, 5–7           |
| Поразка   | 14. | 5 квітня 1982     | Гілтон-Гед-Айленд | Ґрунт     | Мартіна Навратілова | 4–6, 2–6           |
| Поразка   | 15. | 19 квітня 1982    | Амелія-Айленд     | Ґрунт     | Кріс Еверт-Ллойд    | 3–6, 1–6           |
| Поразка   | 16. | 24 травня 1982    | French Open       | Ґрунт     | Мартіна Навратілова | 6–7(6–8), 1–6      |
| Поразка   | 17. | 15 серпня 1982    | Монреаль          | Хард      | Мартіна Навратілова | 3–6, 5–7           |
| Поразка   | 18. | 4 жовтня 1982     | Дірфілд-Біч       | Хард      | Кріс Еверт-Ллойд    | 1–6, 1–6           |
| Поразка   | 19. | 11 жовтня 1982    | Тампа             | Хард      | Кріс Еверт-Ллойд    | 6–3, 1–6, 4–6      |
| Поразка   | 20. | 15 листопада 1982 | Токіо             | Килим (i) | Кріс Еверт-Ллойд    | 3-6, 2-6           |
| Перемога  | 10. | 22 січня 1983     | Марко-Айленд      | Ґрунт     | Гана Мандлікова     | 6–1, 6–3           |
| Поразка   | 21. | 30 січня 1983     | Пам-Біч-Айленд    | Ґрунт     | Кріс Еверт-Ллойд    | 3–6, 3–6           |
| Поразка   | 22. | 14 лютого 1983    | Чикаго            | Килим (i) | Мартіна Навратілова | 3–6, 2–6           |
| Поразка   | 23. | 18 квітня 1983    | Орландо           | Ґрунт     | Мартіна Навратілова | 1–6, 5–7           |
| Поразка   | 24. | 20 червня 1983    | Wimbledon         | Трава     | Мартіна Навратілова | 0–6, 3–6           |
| Поразка   | 25. | 18 вересня 1983   | Токіо             | Килим (i) | Лайза Бондер        | 2–6, 7–5, 1–6      |
| Поразка   | 26. | 30 квітня 1984    | Йоганнесбург      | Хард (i)  | Кріс Еверт-Ллойд    | 3–6, 0–6           |

#### Пари: 6 (4 титули)
| Результат | №  | Дата           | Турнір            | Поверхня | Партнерка        | Супротивниці                        | Рахунок       |
| --------- | -- | -------------- | ----------------- | -------- | ---------------- | ----------------------------------- | ------------- |
| Перемога  | 1. | 11 серпня 1980 | Торонто           | Хард     | Регіна Маршикова | Енн Кійомура Бетсі Нагельсен        | 6–1, 6–3      |
| Перемога  | 2. | 13 жовтня 1980 | Дірфілд-Біч       | Хард     | Регіна Маршикова | Мартіна Навратілова Кенді Рейнольдс | 1–6, 6–1, 6–2 |
| Перемога  | 3. | 22 січня 1983  | Марко-Айленд      | Ґрунт    | Мері-Лу П'ятек   | Розі Казалс Венді Тернбулл          | 7–5, 6–4      |
| Поразка   | 1. | 4 квітня 1983  | Гілтон-Гед-Айленд | Ґрунт    | Пола Сміт        | Мартіна Навратілова Кенді Рейнолдс  | 2–6, 3–6      |
| Перемога  | 4. | 15 серпня 1983 | Торонто           | Хард     | Енн Гоббс        | Розалін Фербанк Кенді Рейнолдс      | 6–4, 5–7, 7–5 |
| Поразка   | 2. | 23 січня 1984  | Марко-Айленд      | Ґрунт    | Енн Гоббс        | Гана Мандлікова Гелена Сукова       | 6–3, 2–6, 2–6 |

## Історія виступів у турнірах Великого шолома
| Турнір                 | 1979  | 1980  | 1981  | 1982  | 1983  | 1984  | 1985  | Усп    |
| ---------------------- | ----- | ----- | ----- | ----- | ----- | ----- | ----- | ------ |
| Australian Open        | A     | A     | ЧФ    | ПФ    | A     | A     | A     | 0 / 2  |
| French Open            | A     | 1к    | ПФ    | Ф     | ПФ    | 1к    | 2к    | 0 / 6  |
| Wimbledon              | A     | ЧФ    | 4к    | 4к    | Ф     | A     | A     | 0 / 4  |
| US Open                | 2к    | ПФ    | 2к    | ПФ    | ЧФ    | A     | 2к    | 0 / 6  |
| Усп                    | 0 / 1 | 0 / 3 | 0 / 4 | 0 / 4 | 0 / 3 | 0 / 1 | 0 / 2 | 0 / 18 |
| Рейтинг на кінець року | NR    | 7     | 4     | 3     | 3     | 42    | NR    |        |

## Зовнішні посилання
- Досьє на сайті WTA [Архівовано 24 червня 2018 у Wayback Machine.]

## Виноски
1. 1 2  Collins B. The Bud Collins History of Tennis: An Authoritative Encyclopedia and Record Book — 2 — NYC: New Chapter Press, 2010. — P. 694. — ISBN 978-0-942257-70-0
2. ↑  Tingay, Lance (1983). The Guinness Book of Tennis Facts & Feats. Enfield, Middlesex: Guinness Superlatives. с. 41. ISBN 0-85112-289-2.
3. ↑  The Daily News – June 1980. Архів оригіналу за 8 травня 2006. Процитовано 19 липня 2018. [Архівовано 2006-05-08 у Wayback Machine.]
4. ↑  Sister Andrea Jaeger «Tennis served fresh». Архів оригіналу за 11 листопада 2007. Процитовано 19 липня 2018.
5. ↑  Barry McDermott (9 квітня 1984). Oh, were it ony the racket. Sports Illustrated. Т. 60, № 15. с. 34—44. Архів оригіналу за 5 серпня 2017. Процитовано 19 липня 2018.
6. ↑  Andrea Jaeger. Архів оригіналу за 30 вересня 2007. Процитовано 19 липня 2018. [Архівовано 2007-09-30 у Wayback Machine.]

| Тенісист | Це незавершена стаття про тенісиста чи тенісистку. Ви можете допомогти проєкту, виправивши або дописавши її. |